# Rokity (Białoruś)
Rokity (biał. Ракіты , Rakity; ros. Ракиты, Rakity) – dawna wieś na Białorusi, w obwodzie witebskim, w rejonie postawskim, w sielsowiecie Kuropole, nad rzeką Miadziołką. 

## Historia
Wieś była znana w 1744 roku jako miejscowość w parafii w Zadziewiu.
Wieś duchowna położona była w końcu XVIII wieku w powiecie oszmiańskim województwa wileńskiego.
Wieś została opisana w Słowniku geograficznym Królestwa Polskiego. Z opisu wynika, że w 1888 roku leżała w okręgu wiejskim Rokity, w gminie Hoduciszki powiecie święciańskim guberni wileńskiej Imperium Rosyjskiego. W 15 domach mieszkało 121 mieszkańców, 115 katolików i 6 żydów. W 1905 roku liczyła 173 mieszkańców, 279 dziesięcin. 
W okresie międzywojennym wieś leżała w granicach II Rzeczypospolitej w gminie wiejskiej Hoduciszki, w powiecie święciańskim, w województwie wileńskim. Jej mieszkańcy podlegali pod rzymskokatolicką parafię w Wasiewiczach.
W 1931 w 28 domach zamieszkiwało 129 osób.